# Oltremosa degli Stati
Oltremosa degli Stati (in olandese Staats-Overmaas) è stata un territorio delle generalità della Repubblica delle Sette Province Unite, già parte del Ducato di Limburgo e ceduto dai Paesi Bassi meridionali alle Province Unite in seguito alla Pace di Vestfalia. La generalità venne istituita per dotare la città di Maastricht di un entroterra ma, al tempo stesso, tenendola separata dalla stessa per evitare che fosse governata, come la città, in condominio col Vescovo di Liegi in quella che veniva chiamata Doppia Signoria di Maastricht.
Mentre il Brabante degli Stati e la Fiandra degli Stati vennero formalizzate subito dopo la Pace di Vestfalia, i territori dell'Oltremosa dovettero attendere fino al 1661 prima di ottenere lo status di Territorio delle Generalità. Al contrario delle province, che avevano un proprio statolder e dei deputati agli Stati Generali, le generalità non avevano nessuna rappresentanza ma erano amministrati direttamente dagli stessi Stati Generali.
Il territorio della generalità corrispondeva all'attuale parte meridionale della provincia del Limburgo nei Paesi Bassi e pressappoco l'attuale provincia di Liegi nell'attuale Belgio.
L'Oltremosa degli Stati continuò ad esistere fino al 1795, quando con la rivoluzione batava la Repubblica delle Sette Province Unite, sconfitta dai giacobini, la cedette alla Francia.